# La grande festa (album)
La grande festa è un doppio album antologico uscito in occasione dei festeggiamenti del quarantennale di attività dei Pooh.

## Il disco
Include 38 brani della loro immensa discografia più due inediti, di matrice autobiografica, La Grande Festa uscito come singolo radiofonico il 28 ottobre 2005, e Destini, destinato alla promozione radiofonica dal 3 febbraio 2006.
Molti dei brani presenti nella raccolta sono tagliati e quindi risultano leggermente più brevi
delle tradizionali versioni in Cd o Lp.
Nel dvd sono contenuti 20 videoclip di altrettanti brani.

## Tracce
Cd 1
1. La grande festa (Facchinetti-Negrini) - Voce principale: Roby
2. Piccola Katy (Facchinetti-Negrini)
3. Tanta voglia di lei (Facchinetti-Negrini)
4. Pensiero (Facchinetti-Negrini)
5. Noi due nel mondo e nell'anima (Facchinetti-Negrini)
6. Per te qualcosa ancora (Facchinetti-Negrini)
7. In diretta nel vento (Battaglia-Negrini)
8. Dammi solo un minuto (Facchinetti-Negrini)
9. Ci penserò domani (Battaglia-Negrini)
10. Canterò per te (Battaglia-Negrini)
11. Chi fermerà la musica (Facchinetti-Negrini)
12. Cosa dici di me (Facchinetti-Negrini)
13. Giorni Infiniti (Facchinetti-Negrini)
14. Tu dov'eri (Facchinetti-Negrini)
15. Città di donne (Canzian-Negrini)
16. La ragazza con gli occhi di sole (Battaglia-D'Orazio)
17. La luna ha 20 anni (Canzian-Negrini)

Cd 2
1. Uomini soli (Facchinetti-Negrini)
2. L'altra donna (Battaglia-Negrini)
3. Stare senza di te (Canzian-D'Orazio)
4. 50 primavere (Battaglia-D'Orazio)
5. Amici per sempre (Facchinetti-Negrini)
6. Cercando di te (Canzian-D'Orazio)
7. La donna del mio amico (Facchinetti-D'Orazio)
8. Non lasciarmi mai più (Facchinetti-Negrini)
9. Dimmi di si (Facchinetti-D'Orazio)
10. Mi manchi (Facchinetti-D'Orazio)
11. Stai con me (Canzian-D'Orazio)
12. Scusami (Battaglia-Negrini)
13. Capita quando capita (Canzian-D'Orazio)
14. Domani (Facchinetti-Negrini)
15. Dove sono gli altri tre(Canzian-D'Orazio)
16. Destini (Facchinetti-D'Orazio) - Voci principali: Dodi, Red, Roby, Stefano

DVD
1. Io sono vivo (Facchinetti-Negrini)
2. Canterò per te (Battaglia-Negrini)
3. Buona fortuna (Facchinetti-D'Orazio)
4. Chi fermerà la musica (Facchinetti-Negrini)
5. Non siamo in pericolo (Facchinetti-Negrini)
6. Ragazzi del mondo (Facchinetti-Negrini)
7. La mia donna (Facchinetti-Negrini)
8. L'altra donna (Battaglia-Negrini)
9. Uomini soli (Facchinetti-Negrini)
10. Maria marea (Canzian-Negrini)
11. Amici per sempre (Facchinetti-Negrini)
12. Cercando di te (Canzian-D'Orazio)
13. La donna del mio amico (Facchinetti-D'Orazio)
14. Se balla da sola (Facchinetti-Negrini)
15. Dimmi di si (Facchinetti-D'Orazio)
16. Padre a vent'anni (Battaglia-Negrini)
17. Stai con me (Canzian-D'Orazio)
18. Capita quando capita (Canzian-D'Orazio)
19. La grande festa (Facchinetti-Negrini)
20. Piccola Katy (Facchinetti-Negrini)

## Formazione
- Roby Facchinetti - voce e tastiere
- Dodi Battaglia - voce e chitarre
- Stefano D'Orazio - voce e batteria
- Red Canzian - voce e basso

## I singoli tratti dall'album
- La Grande Festa
- Destini

## Classifiche

### Classifiche settimanali
| Classifica (2005) | Posizione massima |
| ----------------- | ----------------- |
| Italia            | 6                 |

### Classifiche di fine anno
| Classifica (2005) | Posizione |
| ----------------- | --------- |
| Italia            | 35        |
| Classifica (2006) | Posizione |
| Italia            | 56        |